# Ben Ali Libibrug
De Ben Ali Libibrug (brug 838) is een vaste brug in Amsterdam-Zuid.
De tien meter brede voetgangersbrug is gelegen in het Amstelpark en voert over een binnenwater in het park. Ze is gelegen nabij Het Doolhof in het park. De brug ligt daarbij scheef over het water heen. De landhoofden zijn van beton, net als de paalfundering, juk en brugpijlers die de overspanning dragen. Die overspanning is net als de balustraden van hout en bestaat uit gelijkvormige balken. De balustrades van Azobe worden gedragen door dwarshouten. Het loop- en rijdek bestaat uit houten planken. De brug is ongeveer twintig meter lang. De brug dateert van eind 1970 begin 1971 toen het beginnend park ingericht werd voor de Floriade 1972. De brug is ontworpen door Dirk Sterenberg van de Dienst der Publieke Werken.
De brug ging tientallen jaren anoniem door het leven, alleen aangeduid met haar nummer 838. In 2016 kon de burgerij voorstellen indienen tot naamgeving van die anonieme bruggen. De gemeente gaf in maart 2017 goedkeuring aan de inzending voor een vernoeming naar de in de Tweede Wereldoorlog vermoorde goochelaar Ben Ali Libi, een pseudoniem van Michel Velleman.

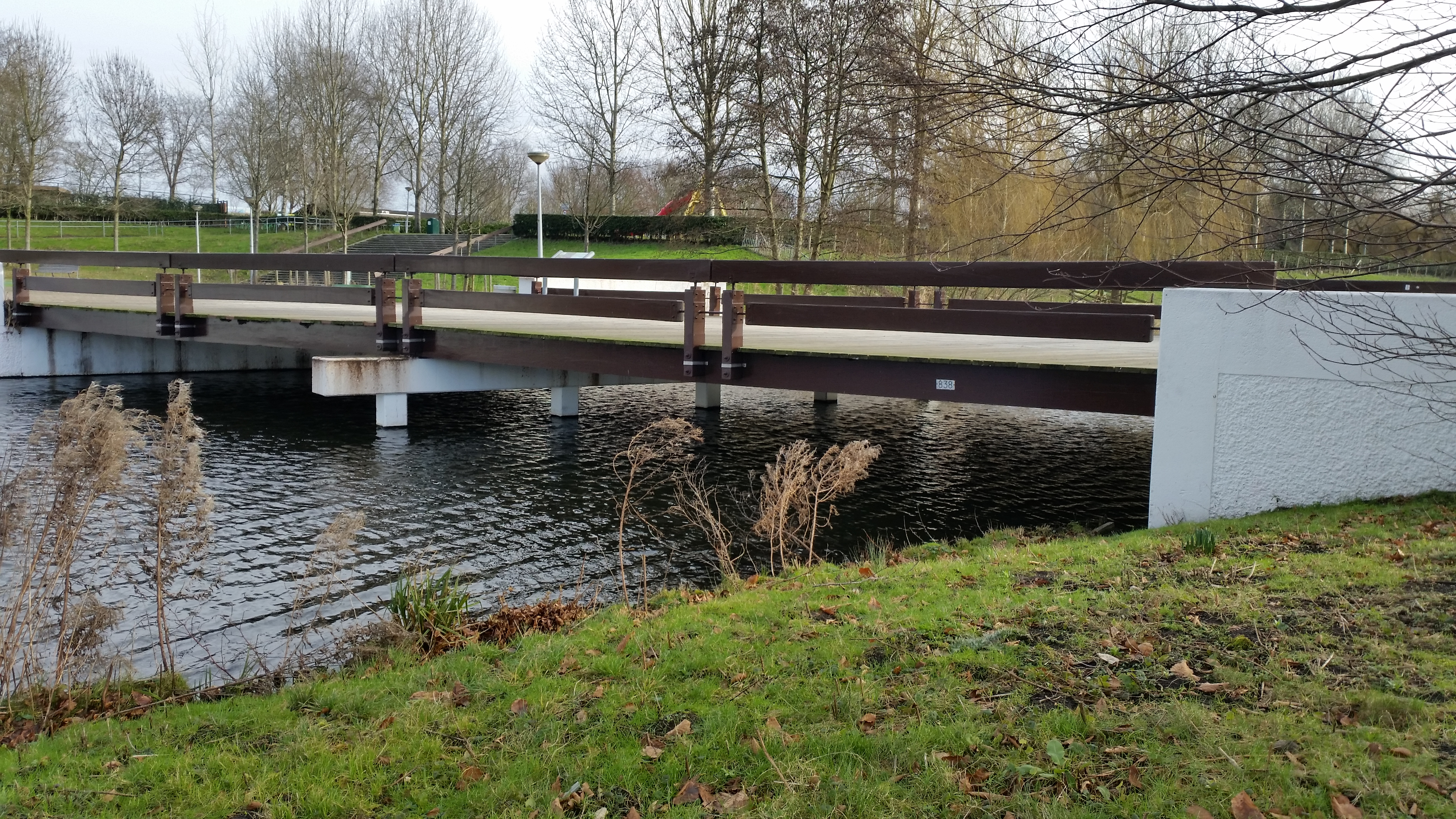
Zijaanzicht van Ben Ali Libibrug (januari 2019)

<<< · 801 · 802 · 803 · 804 · 805 · 808 · 811 · 812 · 813 · 814 · 815 · 816 · 817 · 818 · 819 · 820 · 821 · 822 · 823 · 824 · 825 · 826 · 827 · 828 · 829 · 830 · 831 · 832 · 833 · 834 · 835 · 836 · 837 · 838 · 839 · 840 · 841 · 842 · 844 · 845 · 846 · 848 · 849 · 850 ·  854 · 856 · 857 · 858 · 859 · 860 · 863 · 864 · 865 · 866 · 867 · 868 · 869 · 870 · 871 · 872 · 873 · 875 · 876 · 877 · 889 · 890 · 891 · 892 · 893 · 895 · 896 · 897 · 898 · 899 · >>>
Brugnummers 800, 806, 807, 809, 810, 843 (gesloopt, Uilenstede, Amstelveen), 847 (Uilenstede, Amstelveen) , 851 (gesloopt, Dirk Sterenberg), 852 (gesloopt, Dirk Sterenberg), 853 (gesloopt, Dirk Sterenberg), 855, 861, 862, 874, 878, 879, 880, 881, 882, 883, 884, 885, 886, 887, 888, 894 zijn niet (meer) vergeven.